# Pourpoint
Der Pourpoint (engl. „pour“ für „gießen“ im Sinne von „eingießen“) bezeichnet nach DIN 51597 (mittlerweile ersetzt durch: DIN EN ISO 3015:2019) für ein flüssiges Produkt – meist Öl – die Temperatur, bei der es bei Abkühlung gerade noch fließt. Der Stockpunkt bezeichnet die Temperatur, bei der das zuvor flüssige Produkt erstarrt. Nach ISO 3016 ist das Verfahren zertifiziert, welches die Prozedur festlegt.

## Methoden
Bei der Messung werden verschiedene Kühlbäder verwendet, die jeweils um 3 °C tiefer eingestellt wurden. Die Ölprobe wird dabei in ein Glasgefäß gefüllt und in den Bädern abgekühlt. Sobald die Probe die Badtemperatur erreicht hat, nimmt man das Gefäß heraus und kippt es horizontal. Fließt das Öl noch, ist der Stockpunkt noch nicht erreicht; man kühlt die Probe im nächstkälteren Bad ab, bis die Probe nach dem Herausnehmen nicht mehr fließt. Als Pourpoint gibt man dann die vorletzt verwendete Badtemperatur an, also die letzte Temperatur, bei welcher die Probe noch flüssig war. Pourpoint und Stockpunkt liegen somit 3 bis 6 °C auseinander (siehe auch:, jedoch sollte berücksichtigt werden, dass sich diese Referenz auf eine andere (DIN-) Prozedur bezieht. Diese Referenz beschreibt auch deutlich die Abgrenzung zwischen Stockpunkt und Pourpoint).
Im Bereich der Petrochemie findet oft auch der leicht abweichende ASTM-Standard D97 (für Erdölerzeugnisse) bzw. D5853 (für Rohöle) Anwendung. Auch dabei wird die Probe abgekühlt und bei jeweils ganzzahligen Vielfachen von 3 °C wird das Fließverhalten der Probe mittels Kippen des Messgefäßes überprüft. Fließt die Probe nicht mehr, so ist der Stockpunkt erreicht. Als Pourpoint wird der letzte Temperaturschritt angegeben, bei dem noch Fließverhalten zu beobachten war.
Eine genauere Angabe wird durch Anwendung des Standards ASTM D5985 erreicht. Dabei wird das Messgefäß mit der Probe in eine langsame Rotation (etwa 0,1 min−1) versetzt. Ein flexibel gelagerter Messkopf taucht in die Probe ein und wird bei Erreichen des Stockpunkts durch die sprunghafte Zunahme der Viskosität aus seiner Lage wegbewegt, die resultierende Kippbewegung löst einen Sensor aus. Diese Methode liefert eine auf ca. 0,1 °C genaue Angabe des Stockpunktes. Durch Rundung auf die nächsthöhere durch 3 teilbare Gradzahl kann zusätzlich der standardkonforme Pourpoint gemäß ASTM/DIN/ISO erhalten werden.

## Anwendungen
Der Pourpoint wird in der für Schweröl und Marinedieselöl gültigen ISO 8217:2005 noch festgelegt, in allen anderen aktuellen Spezifikationen der wichtigsten Mineralölprodukte wie Jet, Diesel oder Heizöl EL jedoch nicht mehr verwendet.

## Begriffsabgrenzung
Pourpoint und Stockpunkt werden – selbst in technischen Beschreibungen – häufig synonym verwendet, was jedoch falsch ist, da der Stockpunkt nach DIN 51583 bezeichnet wird. Der Begriff Gefrierpunkt sollte im Zusammenhang mit Pourpoint und Stockpunkt ebenfalls nicht verwendet werden, da hiermit der Übergang zwischen flüssiger und kristalliner Phase definiert ist und einen Wechsel des Aggregatzustandes darstellt. Petrochemische Erzeugnisse erstarren zumeist in einer amorphen Phase (Glas).